# Schöne Sterne
Der Event Schöne Sterne (Eigenschreibweise SCHÖNE STERNE) ist ein seit 2010 jährlich stattfindendes konzernunabhängiges Treffen von Besitzern und Fans der Automobilmarke Mercedes-Benz in Hattingen (Ruhr).

## Geschichte
Die erste Veranstaltung wurde 2010 durchgeführt, mehr als 250 Fahrzeuge kamen zur Ausstellung. Seitdem ist eine steigende Zahl von Fahrzeugen und Besuchern festzustellen. Für die zweitägige Veranstaltung dient aktuell das ehemalige Hüttenwerk in Hattingen (LWL-Industriemuseum Henrichshütte) in unmittelbarer Nähe der Ruhr als Kulisse.
Das Ereignis hat inzwischen überregionale Bedeutung erlangt. Zu den internationalen Gästen zählen regelmäßig Vertreter aus Belgien, den Niederlanden und Luxemburg sowie aus Norwegen, Ukraine, China, Dänemark, der Schweiz, Litauen und Russland. Laut Veranstalter handelt es sich um das größte konzernunabhängige Treffen von Fahrern und Fans der Automobilmarke Mercedes-Benz. Zu den Sponsoren und Ausstellern gehören inzwischen die Essen Motor Show, der Automobilzulieferer Hella sowie die Fahrzeug-Werke Lueg AG, Deutschlands größten Vertriebs- und Servicepartner der Daimler AG. Seit 2014 ist die Westdeutsche Allgemeine Zeitung Medienpartner von Schöne Sterne.
Im Jahr 2015 waren es 1.900 Fahrzeuge und 9.000 Besucher, 2016 waren es bereits 11.000 Besucher. 2018 und 2019 zählten die Veranstalter jeweils 11.500 Besucher. Das Treffen wird von der Mediengruppe E-Mags-Media GmbH in Essen organisiert, zu deren Portfolio das Onlinemagazin Mercedes-Fans.de gehört.